# Route nationale 202a
La route nationale 202A, ou RN 202A, est une ancienne route nationale française reliant Guillestre (sur la route nationale 202 actuellement déclassée) à la route nationale 94 à l'ouest de cette même commune, au droit de la zone artisanale du Villard.
À la suite de la réforme de 1972, elle a été déclassée en RD 902A.